# Harald Bergström
Harald Bergström (Mölltorp, Karlsborg, 1 de abril de 1908 – Gotemburgo, 23 de maio de 2001) foi um matemático sueco, especialista em teoria das probabilidades.
Foi palestrante convidado do Congresso Internacional de Matemáticos em Oslo (1936) e em Massachusetts (1950). Em 1973 a Universidade Técnica Chalmers publicou um livro de ensaios em celebração de seu aniversário de 65 anos.

## Publicações selecionadas

### Livros
- Limit Theorems for Convolutions. Almqvist och Wicksell, Stockholm, und Wiley, New York 1963.
- Weak Convergence of Measures. Academic Press, New York 1982.

### Artigos
- Zur Theorie der biquadratischen Zahlkörper. Die Arithmetik auf klassenkörpertheoretischer Grundlage. Dissertation. In: Nova Acta Regiae Societatis Scientiarum Upsaliensis. Series 4, Volume 10, No. 8. Almqvist & Wiksell, Uppsala 1937.
- Über die Methode von Woronoj zur Berechnung einer Basis eines kubischen Zahlkörpers. In: Arkiv för matematik, astronomi och fysik. Volume 25B, No. 26. Almqvist & Wiksell, Stockholm 1937.
- Vereinfachter Beweis des Hauptidealsatzes der Klassenkörpertheorie. In: Arkiv för matematik, astronomi och fysik. Volume 29B, No. 6. Almqvist & Wiksell, Stockholm 1943.
- Struktur der Erweiterungen abelscher Gruppen. In: Arkiv för matematik, astronomi och fysik. Volume 30, No. 4. Almqvist & Wiksell, Stockholm 1944.
- On the central limit theorem. Scandinavian Actuarial Journal Vol. 27, 1944. doi:10.1080/03461238.1944.10404925
- On the central limit theorem in the space Rk, k > 1 Scandinavian Actuarial Journal Vol. 28, 1945, pp. 106–127. doi:10.1080/03461238.1945.10404921
- On the central limit theorem in the case of not equally distributed random variables. Scandinavian Actuarial Journal Vol. 32, 1949, pp. 37–62. doi:10.1080/03461238.1949.10419757
- On some Expansions of stable distribution functions. In: Arkiv för matematik. Vol. 2, No. 18. Almqvist & Wiksell, Stockholm 1952, pp. 375–378.
- Eine Theorie der stabilen Verteilungsfunktionen. In: Archiv der Mathematik. Volume 2, 1953, pp. 380–391.
- On the limit theorem for convolutions of distribution functions. In: Journal für Reine und Angewandte Mathematik.
Part 1: 1957 Vol. 198, pp. 121–142.
Part 2: 1958 Vol. 199, pp. 1–22.
- «A comparison method for distribution functions of sums of independent and dependent random variables». Theory of Probability & Its Applications. 15 (3): 430–457. 1970. doi:10.1137/1115048